# Habsburgerloven
Habsburgerloven var en lov, der oprindeligt blev vedtaget af den konstituerende nationalforsamling i Tysk-Østrig, der var en stat opstået i kølvandet på det sammenbrudte Østrig-Ungarn. Loven, hvis fulde formelle titel er Gesetz vom 3. April 1919 betreffend die Landesverweisung und die Übernahme des Vermögens des Hauses Habsburg-Lothringen, blev vedtaget den 3. april 1919. Den omhandler landforvisningen af familiemedlemmer af Huset Habsburg-Lothringen fra Østrig og beslaglæggelse af disses formue. Habsburgerloven blev ophævet i 1935, og den habsburgske familie fik sin ejendom tilbage. Men i 1938 efter Anschluss genindførte nazisterne loven og Habsburg-familiens ejendom blev igen konfiskeret og forviste familien fra landet. Loven blev indskrevet i den Østrigske Statstraktat i 1955.
Efter at en rapport fra Organisationen for Sikkerhed og Samarbejde i Europa (OSCE) kritiserede Østrig for at hindre medlemmer af Habsburg-familien at opstille til præsidentvalget, blev denne bestemmelse fjernet i juni 2011 af det østrigske parlament. Selvom loven formelt set fortsat er i kraft, anses den ikke længere for relevant, dog med undtagelse af konfiskation af familiens ejendom, der har været i kraft siden 1938.

## Loven i den første republik
Den 11. november 1918 udsendte kejser Karl I. en erklæring, hvor han giver afkald på sin ret til at deltage i østrigske statsanliggender (den såkaldte Verzichtserklärung). Det gjorde han efter råd fra ministre i hans sidste kejserlige regering samt fra blandt andre statskansler Karl Renner og formanden for den provisoriske nationalforsamling for Tysk-Østrig. Samtidig var lovforslaget om stats- og regeringsformen i Tysk-Østrig klar til at blive fremlagt for den provisoriske nationalforsamling. Kejserens erklæring kunne allerede om eftermiddagen læses i en ekstraudgave af Wiener Zeitung. Samme udgave indeholdt også lovforslaget om den nye statsform, som skulle besluttes dagen efter i nationalforsalingen.
Den 12. november 1918 blev loven vedtaget og efterfølgende udråbte Franz Dinghofer på vegne af den provisoriske nationalforsamling den nye republik fra parlamentsbygningen i Wien.
Allerede den 11. november om aftenen flyttede kejser Karl sammen med kejserinde Zita og deres børn fra Schönbrunn Slot til Schloss Eckartsau i Niederösterreich knap 50 km fra Wien. For den tysk-østrigske regering var kejseren nu almindelig borger. Kejseren tolkede imidlertid efterfølgende erklæringens ellers ret entydige ordlyd således, at han ikke havde givet afkald på tronen, men kun midlertidigt havde trukket sig tilbage fra statsanliggenderne.
Karl skrev fra Eckartsau til ærkebiskop Kardinal Piffl: "...Jeg er og bliver Tysk-Østrigs retmæssige hersker. Jeg har ikke og vil aldrig takke af (...) Den nuværende regering er en revolutionsregering, som tilsidesætter den af Gud indsatte statsmagt. Mit manifest fra 11. november kan jeg sammenligne med en check, som en røver truer os med en revolver til at udskrive på flere tusinde kroner (...) Efter at man heller ikke kunne stole på hæren og selv slotsvagten havde forladt os, besluttede jeg mig for at skrive under. Jeg føler mig ikke bundet af dette."
Kejseren var i Eckertsau imidlertid langt fra de politiske beslutninger og kunne ikke mobilisere mange tilhængere.

### Den tidligere kejsers udrejse
Uklarhederne om hvordan kejseren forholdt sig til situationen tvang Karl Renners regering til at handle. I begyndelsen af januar 1919 tog Karl Renner til Eckertsau, for at overbevise Karl I. om at rejse ud af landet. Men Renner blev ikke modtaget af Karl og Zita, da han ikke havde anmeldt sit besøg efter de kejserlige retningslinjer.  Efter intervention fra Zitas bror Sixtus und Xavier von Bourbon-Parma, sendte den engelske konge Georg V. den britiske oberstløjtnant Edward Strutt i slutningen af februar 1919 til Eckertsau. Målet med den britiske mission var at sikre mod en gentagelse af den russiske zarfamilies skæbne.
Også de kristelige sociale gik efterhånden ind for, at den tidligere kejser skulle bringes ud af landet. Sammen med socialdemokraterne formulerede de alternativerne: Karl og familien havde valget mellem enten formelt at takke af og blive som almindelige borgere i Østrig, undlade at trække sig tilbage og udrejse, og hvis de gjorde ingen af delene ville de blive interneret. Strutt, der af regeringen blev informeret om disse alternativer, lykkedes med at overbevise Karl om, at han måtte forlade landet og han stod for organiseringen af denne. Eneste betingelse fra Karl til Strutt var: "Lov mig, at jeg skal rejse som kejser og ikke som en tyv om natten." Schweiz havde erklæret sig parat til at tage imod familien.
Om aftenen den 23. marts 1919 begyndte kejser Karl den I. - i feltmarskaluniform og "med fuld ære" - sammen med hustru og børn, hans mor og flere fra det kejserlige hof rejsen i eksil fra den nærliggende station Kopfstetten. Om morgenen den 24. marts ankom toget til Feldkirch. Muligvis har Karl herfra, med det i Eckertsau forberedte og i store træk hemmeligholdte "Feldkircher Manifest", tilbagekaldt sin tilbagetrædelseserklæring og nedlagde protest mod afsætningen af ham som kejser. "Hvad den tysk-østrigske regering, provisoriske og konstitutionelle nationalforsamling siden den 11. november 1918 har besluttet og udført og hvad de videre vil resolvere er for mig og mit hus ikke gyldigt". Afskrift af manifestet blev overbragt venligtsindede statsoverhoveder. I Tysk-Østrig blev manifestet ikke offentliggjort.

### Loven
På initiativ af statskansler Renner besluttede Tysk-Østrigs konstituerende nationalforsamling, der var valgt den 16. februar 1919 ved de første almene valg med deltagelse af mænd og kvinder, loven af 3. april 1919 vedrørende landsforvisning og overtagelse af huset Habsburg-Lothringens formue, som først senere kaldtes Habsburgerloven. Den blev publiceret i statslovtidende den 10. april 1919 og trådte i følge lovens § 9 i kraft på denne dag. Den 3. april vedtoges også loven, der ophævede adelens rettigheder og bl.a. ikke tillod at benytte "von" i familienavne.
Den tidligere kejser, der nu var i udlandet, blev forvist fra landet for evigt. For de øvrige medlemmer af huset Habsburg-Lothringen gjaldt landsforvisningen kun så længe de "ikke udtrykkeligt undsagde deres tilhørsforhold til dette hus og alle dets herskerkrav og kundgjorde sig som tro statsborgere i republikken." Alle aktiver og passiver, der havde hørt under det kejserlige hof, blev underlagt statsforvaltningen. De såkaldte privat- og familiefonde for huset Habsburg og dets sidegrene blev konfiskeret og blev statens ejendom. Undtaget herfra var rent personlige privatbesiddelser. Eden, som kejseren havde aflagt som statsoverhoved, blev i lovens § 3 erklæret for "ikke bindende".
Med loven, der ophævede adelens rettigheder, afskaffede man adelen og adels- og ærestitler. Det blev under straf forbudt at bære adelsbetegnelser, titler eller æresbegreber. Med § 3 i habsburgerloven blev "anvendelsen af titler og tiltale, som går imod bestemmelserne i § 1" forbudt. Dermed blev det – i modsætning til adelsophævelsesloven – ikke kun det at bære en titel forbudt. I følge forfatningen blev det således ikke længere tilladt at anvende og tiltale med ærkehertug(inde) og andre deraf afledte titulaturer, som f.eks. "kejserlige højhed".
Da Habsburgfamilien gjorde krav på diverse stifte og fonde som personlige privatbesiddelser blev habsburgerloven den 30. oktober 1919 med tilbagevirkende kraft pr. 3. april udvidet for at udelukke uklarheder. Det blev nu præciseret hvilke fonde og stifte der var konfiskeret.

### Undtagelsen i Burgenland
Med ikrafttrædelsen af den østrigske forfatning den 10. november 1920 fik habsburgerloven forfatningsrang. Habsburgerlovens bestemmelser blev imidlertid ikke sat udtrykkeligt i kraft i Burgenland, efter denne delstat blev indlemmet i 1922. Først den 1. januar 2008 blev det ved lov udtrykkeligt fastlagt, at Østrigs forfatningsbestemmelser også gælder som forfatningslove i Burgenland. Dermed har habsburgerloven og adelsophævelsesloven endelig gyldighed i Burgenland.

## Stænderstaten og nazitiden
I den austrofascistiske stænderstat under forbundskansler Kurt Schuschnigg ændredes habsburgerloven den 13. juli 1935 vedrørende landsforvisning og tilbagegivelse af huset Habsburg-Lothringens formue, og lovens status blev nedgraderet fra forfatningslov til almindelig lov. Lovens § 1 satte habsburgerlovens § 2 ud af kraft, hvorved landsforvisningen af medlemmer af Habsburg-Lothringenfamilien blev ophævet. Loven gav også familien dens store formuer tilbage.
Efter Østrigs "Anschluss" til det tyske rige i 1938 udstedte regeringsleder Arthur Seyss-Inquart efter personlig befaling fra Adolf Hitler den 14. marts 1939 loven Gesetz über die Rückgängigmachung der Ausfolgung von Vermögen an das Haus Habsburg-Lothringen, hvorved loven fra 1935 blev sat ud af kraft. Dermed tilfaldt habsburgformuen atter Østrig, der nu var en del af Nazi-Tyskland. § 1 i loven fra 1935, der landsforviste kejserfamilien, forblev uberørt.

## Den anden republik
Den anden republik ikraftsatte i 1945 forbundsforfatningen fra 1920 / 1929 med dens tilstand fra 1933. Med den såkaldte Verfassungs-Überleitungsgesetz (forfatningsovergangsloven), blev alle almindelige og forfatningslove fra perioden 1933 til 1945, der ikke var forenelige med den indtil 1933 gældende forfatning, sat ud af kraft. Herved genoprettede man retstilstanden fra Østrigs første republik. Dermed blev Habsburgerloven fra 30. oktober 1919 atter gyldig, og ændringerne fra såvel 1935 som 1939 var ophævede.
Østrig tog efter 1945 forbehold i flere internationale aftaler, så disse ikke kom til at gælde for Habsburgfamilien, f.eks. Menneskerettighedskonventionen og dennes artikel 14 om diskrimination. Forfatningsloven af 10. august 1973 omsætter konventionens antidiskriminationsbestemmelser til østrigsk lov. Mens artikel 1 i loven regulerer diskriminationsforbudet, så slås det i artikel 2 fast, at Habsburgerloven ikke berøres af antidiskriminationsloven, og at den tidligere kejserfamilie således fortsat ikke er valgbare som præsident i Østrig.
I 1955 underskrives den Østrigske Statstraktat, hvor Habsburgerloven efter udtrykkeligt forlangende fra Sovjetunionen bliver en del af forfatningen. Bestemmelsen indgår som afsnit 2 i traktatens artikel 10.
Fra 1960 underskrev flere medlemmer af huset Habsburg-Lothringen erklæringen om afkald på tronen. I 1961 underskrev det daværende familieoverhoved Otto Habsburg-Lothringen også en erklæring. På grund af den såkaldte Habsburgkrise, skulle det imidlertid tage fem år inden Otto i 1966 atter rejste ind i Østrig.
Den 31. maj 1961 meddelte Otto Habsburg-Lothringen officielt, at han "gav afkald på sit medlemskab af huset Habsburg-Lothringen og alle de herskerkrav, som fulgte deraf". Samtidig bad han regeringen forelægge hans erklæring for Nationalrådsudvalget, som foreskrevet i Habsburgerlovens § 2, for at sikre at den hans erklæring havde den rette gyldighed. Ottos erklæring blev overgivet af hans advokat til regeringen den 5. juni 1961. Regeringen var en koalitionsregering bestående af ÖVP og SPÖ og kunne efter to ministerrådsmøder ikke blive enige om sagen. Uden at videregive sagen til Nationalrådsudvalget antog man i stedet, at erklæringen var blevet afvist. Otto Habsburg-Lothringen gik nu til den østrigske forvaltningsdomstol, som erklærede hans erklæring som tilstrækkelig. Det igangsatte i 1963 imidlertid en voldsom politisk debat samt strejker og demonstrationer mod Habsburg, fordi man mente, at retten havde afgjort et anliggende, der i følge loven lå hos regeringen og Nationalrådet. SPÖ og FPÖ besluttede herefter den 4. juli 1963 mod ÖVP-forbundskanslerens vilje, at Habsburgerloven skal forstås autentisk. Loven fra 1919 omtaler såvel regeringen som Nationalrådsudvalget. Med loven besluttede Nationalrådet nu, at regeringen og Nationalrådsudvalget i forening skulle fastlægge, om Otto Habsburg-Lothringens erklæring var tilstrækkelig til, at han kunne indrejse i Østrig.
Den 31. oktober 1966 rejste Otto Habsburg-Lothringen for første gang ind i Østrig igen.
Siden er der politisk og juridisk truffet flere beslutninger om fortolkning og anvendelse af loven. I 1980 besluttede Østrigs forvaltningsdomstol, at indrejseforbuddet kun gælder efterkommere af Huset Habsburg-Lothringen, der var født før Habsburgerlovens ikrafttræden den 10. april 1919. Domstolen besluttede således, at Rudolph Habsburg-Lothringen, der var født den 5. september 1919 som søn af Karl og Zita i Schweiz, kunne rejse ind i Østrig uden at afgive en afståelseserklæring.
I 1982 tillod Bruno Kreiskys regering, at den sidste kejserinde Zita Habsburg-Lothringen, kunne rejse til Østrig, idet hun var giftet ind i huset, og dermed aldrig kunne gøre krav på magten. Beslutningen blev truffet efter intervention fra den spanske kong Juan Carlos
I 1996 var kun Carl Ludwig Habsburg-Lothringen og Felix Habsburg-Lothringen omfattet af indrejseforbuddet. De afgav begge afståelseserklæring, og ministerrådet og Nationalrådsudvalget afgav begge enstemmig indrejsetilladelse. Da der nu ikke var flere levende personer, som var omfattet af loven, blev den betragtet som uaktuel.
Den 16. juni 2011 vedtog Nationalrådet en ændring af valgretsloven, der ophævede forfatningsbestemmelsen fra 1920 om, at medlemmer af nuværende og tidligere regerende huse ikke kunne vælges som forbundspræsident. Fra den 1. oktober 2011 er medlemmer af huset Habsburg-Lothringen således ikke længere afskåret fra at varetage hvervet som forbundspræsident for Østrig. Af lovændringen fremgår det imidlertid eksplicit, at loven om landsforvisning og konfiskation af huset Habsburg-Lothringens formue fra 1919 fortsat består.

## Forskellige lovudgaver
- Habsburgerloven 1919 Arkiveret 4. juli 2017 hos  Wayback Machine med ændringer fra 1919, 1925 og 1928 i udgaven fra 1963 med forklarende fodnoter. Fra: 90 Jahre - Republik Österreich, Österreichisches Staatsarchiv. (tysk)
- Gesetz vom 3. April 1919, betreffend die Landesverweisung und die Übernahme des Vermögens des Hauses Habsburg-Lothringen. Habsburgerloven i den oprindelige form. Lov nr. 209/1919. Fra: ALEX – Historische Rechts- und Gesetzestexte Online (ALEX). (tysk)
- Gesetz vom 30. Oktober 1919, betreffend die Landesverweisung und die Übernahme des Vermögens desHauses Habsburg-Lothringen, som ændrede og udvidede den oprindelige lov . Lov nr. 501/1919. Fra: ALEX. (tysk)
- Gesetz, womit die Republik Österreich als Bundesstaat eingerichtet wird (Bundes-Verfassungsgesetz) af 1. oktober 1920. Lov nr. 1/1920, 1. Stück. Fra: ALEX. (tysk)
- Bundesgesetz, betreffend die Aufhebung der Landesverweisung und die Rückgabe von Vermögen des Hauses Habsburg-Lothringen. „Ständestaatsgesetz“ af 13. juli 1935 vedrørende tilbagegivelse af formue. Lov nr. 299/1935. Fra: ALEX. (tysk)
- Gesetz über die Rückgängigmachung der Ausfolgung von Vermögen an das Haus Habsburg-Lothringen. „Nazi-lov“ af 14. marts 1939 med fornyet konfiskation af formue. Lov nr. 311/1938. Fra: ALEX. (tysk)
- Bundesverfassungsgesetz vom 4. Juli 1963, mit dem das Gesetz vom 3. April 1919, StGBl. Nr. 209, betreffend die Landesverweisung und die Übernahme des Vermögens des Hauses Habsburg-Lothringen, authentisch ausgelegt wird. Lov nr. 172/1963 (PDF). Fra: RIS. (tysk)
- Kundmachung des Bundeskanzlers betreffend die Berichtigung von Druckfehlern im Bundesgesetzblatt Fra Habsburgerloven: „Im Art. 1 Z 2 lautet es im § 6 Abs. 2 erster Satz statt ‚derselben‘ richtig ‚desselben‘.“ Lov nr. 194/1999 (PDF). Fra: RIS. (tysk)